# Polyphaenis subsericata
Polyphaenis subsericata là một loài bướm đêm trong họ Noctuidae.